# Jazīreh-ye Garam
Jazīreh-ye Garam (persiska: امّ الكرم, اُمّ الكَرَمی, جزيره گرم) är en ö i Iran.   Den ligger i provinsen Bushehr, i den södra delen av landet, 900 km söder om huvudstaden Teheran.